# Willem van Korlaar sr.
Willem van Korlaar (Den Haag, 22 december 1858 – Amsterdam, 18 april 1939) was acteur zakelijk leider diverse toneelgezelschappen.
Hij was zoon van acteursechtpaar Willem van Korlaar en Henriëtte Sablairolles, zuster van actrices Theodora Sophia Sablairolles, Wilhelmina Sablairolles en Suzanna Sablairolles. Hijzelf was getrouwd met actrice Louise van Dam. Zoon Willem van Korlaar jr. stapte in de voetsporen van zijn vader.
Zijn opleiding kreeg hij aan de "Toneelschool van de Maatschappij tot Nut van het Algemeen" (Warmoesgracht) in Amsterdam. Hij kwam in 1875 langzaam de theaters in; hij nam vaak kleine rollen voor zijn rekening bij gezelschappen van Le Gras, Willem van Zuylen en Haspels. Hij was ook even administrateur bij Alexander Faassen en Co. Opleiding en rollen leidden mede door een zwakke gezondheid niet tot grotere rollen, maar bracht hem in de bestuurswereld. 
Al in 1890 kwam “zijn“ eerste gezelschap tot stand. Hij richtte samen met Jan Cornelis de Vos sr. (een neef van Korlaar) de Tivoli Schouwburg op, liet dat bouwen en trad erin op. In 1895 maakte hij de overstap naar de "Koninklijke Vereeniging Het Nederlandsch Tooneel", een gezelschap dat hij als directeur-gerant tot 1920 zou leiden. In 1920 kwam er een eind aan zijn functie, toen het samenging met een gezelschap van Willem Royaards. Van Korlaar ging verder met het Vereenigd Rotterdamsch-Hofstad Tooneel, daarna volgde pensioen. Gedurende zijn loopbaan had hij een behoorlijke invloed op de keuze voor deelnemende acteurs en het ten tonele gebrachte repertoire. Vanuit zijn functie startte hij het pensioenfonds voor het Nederlandsch Tooneel.
Zijn overlijden was landelijk nieuws. Alhoewel van de jeugd af een zwakke gezondheid hebbend werd hij tachtig jaar. Hij werd begraven op Zorgvlied, op dezelfde dag als Theo Mann-Bouwmeester.